# Lago de Val Viola
O Lago Val Viola é um lago localizado no cantão de Grisons, Suíça. Este lago localiza-se perto Lago de Saoseo, na região de Poschiavo.